# Dalla vostra parte
Dalla vostra parte è stato un programma televisivo italiano di genere talk show, politico e rotocalco, andato in onda su Rete 4 dal 3 marzo 2015 al 7 aprile 2018 in access prime time dal lunedì al sabato (fino al 24 febbraio 2017 solo dal lunedì al venerdì) dalle ore 20:30 alle 21:15, curato da Mario Giordano. Nel 2015 e nel 2016 era stato condotto da Paolo Del Debbio e da Giuseppe Brindisi, mentre dal 2016 al 2018 la conduzione era passata a Marcello Vinonuovo e a Maurizio Belpietro (sostituito provvisoriamente nel 2016 da Federico Novella).

## Il programma
Il programma era nato il 3 marzo 2015, dalla collaborazione tra la redazione del TG4 e di Quinta colonna con l'ausilio di News Mediaset e con la conduzione di Paolo Del Debbio. Le tematiche maggiormente al centro dei dibattiti all'interno del programma sono state la crisi politica e l'immigrazione, spesso affrontate con i cittadini in collegamento dalle piazze italiane e vari ospiti in collegamento, solitamente politici, con il compito di rispondere alle loro richieste. Venivano trattati anche fatti di cronaca, politica e attualità.
Paolo Del Debbio era stato il primo conduttore e l'ideatore, insieme a Mario Giordano del programma. Aveva condotto il programma dalla sua nascita fino al 3 giugno 2016, dopo aver annunciato di voler ridurre i ritmi di lavoro e quindi avrebbe abbandonato il programma. Per sostituire Del Debbio era stato scelto Maurizio Belpietro che il 7 giugno aveva condotto la sua prima puntata fino alla puntata del 7 aprile 2018 (ultima del programma). In assenza dei conduttori principali e durante i periodi estivi hanno condotto il programma: Giuseppe Brindisi, Marcello Vinonuovo e Federico Novella.
Inizialmente erano previste anche alcune rubriche che furono cancellate dopo le prime puntate. Il programma condivideva lo stesso studio con il TG4, sia quando questo era ubicato al piano -2 del Palazzo dei Cigni sia quando è stato trasferito nel luglio 2016 allo studio 4 del Centro di produzione Mediaset di Cologno Monzese. L'ultima puntata del programma era andata in onda il 7 aprile 2018 e dal 9 aprile successivo era stato trasformato in Stasera Italia condotto da Giuseppe Brindisi.

### Studi televisivi
| Studio televisivo                                             | Edizioni | Edizioni | Edizioni | Edizioni | Totale |
| Studio televisivo                                             | 1ª       | 2ª       | 3ª       | 4ª       | Totale |
| ------------------------------------------------------------- | -------- | -------- | -------- | -------- | ------ |
| Studio 1 del Centro Safa Palatino, Roma                       |          |          |          |          | 1      |
| Studio 4 del Palazzo dei Cigni, Milano 2                      |          |          |          |          | 2      |
| Studio 4 del Centro di produzione Mediaset di Cologno Monzese |          |          |          |          | 3      |

## Edizioni
| Edizione           | Edizione          | Anno               | Conduzione         | Conduzione         | Periodo           | Periodo                                  | Puntate                                                       | Regia            | Regia                | Studio                                  |
| Edizione           | Edizione          | Anno               | Conduzione         | Conduzione         | Inizio            | Fine                                     | Puntate                                                       | Regia            | Regia                | Studio                                  |
| ------------------ | ----------------- | ------------------ | ------------------ | ------------------ | ----------------- | ---------------------------------------- | ------------------------------------------------------------- | ---------------- | -------------------- | --------------------------------------- |
|                    | 1ª                | 2015               | Paolo Del Debbio   | Paolo Del Debbio   | 3 marzo 2015      | 31 luglio 2015                           | 76                                                            | Gabriele Villani | Maria Valeria Grandi | Studio 1 del Centro Safa Palatino, Roma |
| Estate             | Giuseppe Brindisi | Giuseppe Brindisi  | 3 agosto 2015      | 4 settembre 2015   | 24                | Studio 4 del Palazzo dei Cigni, Milano 2 |                                                               | Gabriele Villani | Maria Valeria Grandi |                                         |
|                    | 2ª                | 2015-2016          | Paolo Del Debbio   | Giuseppe Brindisi  | 8 settembre 2015  | Studio 4 del Palazzo dei Cigni, Milano 2 | 3 giugno 2016                                                 | Gabriele Villani | Maria Valeria Grandi | 146                                     |
| Marcello Vinonuovo | 2ª                | 2015-2016          | Paolo Del Debbio   |                    | 8 settembre 2015  | Studio 4 del Palazzo dei Cigni, Milano 2 | 3 giugno 2016                                                 | Gabriele Villani | Maria Valeria Grandi | 146                                     |
| Estate             | 2016              | Maurizio Belpietro | Maurizio Belpietro | 7 giugno 2016      | 9 settembre 2016  | 62                                       | Studio 4 del Centro di produzione Mediaset di Cologno Monzese | Gabriele Villani | Maria Valeria Grandi |                                         |
|                    | 3ª                | 2016-2017          | Maurizio Belpietro | Federico Novella   | 12 settembre 2016 | 9 giugno 2017                            | Studio 4 del Centro di produzione Mediaset di Cologno Monzese | Gabriele Villani | Maria Valeria Grandi | 196                                     |
| Le storie          | 2017              | Marcello Vinonuovo | Marcello Vinonuovo | 12 giugno 2017     | 28 luglio 2017    | 35                                       | Studio 4 del Centro di produzione Mediaset di Cologno Monzese | Gabriele Villani | Maria Valeria Grandi |                                         |
|                    | 4ª                | 2017-2018          | Maurizio Belpietro | Marcello Vinonuovo | 28 agosto 2017    | 7 aprile 2018                            | Studio 4 del Centro di produzione Mediaset di Cologno Monzese | 178              | Maria Valeria Grandi | Maria Valeria Grandi                    |

### Conduzioni
| Conduzione         | Puntate | Periodo          | Periodo          | Edizioni totali |
| Conduzione         | Puntate | Inizio           | Fine             | Edizioni totali |
| ------------------ | ------- | ---------------- | ---------------- | --------------- |
| Paolo Del Debbio   | 218     | 3 marzo 2015     | 3 giugno 2016    | 2               |
| Giuseppe Brindisi  | 25      | 3 agosto 2015    | 25 marzo 2016    | 2               |
| Marcello Vinonuovo | 68      | 12 giugno 2017   | 24 marzo 2018    | 3               |
| Maurizio Belpietro | 403     | 7 giugno 2016    | 7 aprile 2018    | 3               |
| Federico Novella   | 3       | 28 dicembre 2016 | 30 dicembre 2016 | 1               |

## Audience
| Edizione  | Edizione | Rete televisiva | Anno             | Stagione         | Orario      | Durata    | Programmazione | Programmazione | Programmazione | Programmazione | Programmazione | Programmazione | Programmazione | Collocazione      | Telespettatori | Share |
| Edizione  | Edizione | Rete televisiva | Anno             | Stagione         | Orario      | Durata    | L              | M              | M              | G              | V              | S              | D              | Collocazione      | Telespettatori | Share |
| --------- | -------- | --------------- | ---------------- | ---------------- | ----------- | --------- | -------------- | -------------- | -------------- | -------------- | -------------- | -------------- | -------------- | ----------------- | -------------- | ----- |
|           | 1ª       | Rete 4          | 2015             | inverno-estate   | 20:30-21:20 | 45-50 min |                |                |                |                |                |                |                | Access prime time | 1 066 000      | 4,88% |
| Estate    | estate   | Rete 4          | 2015             |                  | 20:30-21:20 | 45-50 min |                |                |                |                |                |                |                | Access prime time | 1 066 000      | 4,88% |
|           | 2ª       | Rete 4          | 2015-2016        | estate-primavera | 20:30-21:20 | 45-50 min | 1 192 000      | 4,80%          |                |                |                |                |                | Access prime time |                |       |
| Estate    | 2016     | Rete 4          | primavera-estate |                  | 20:30-21:20 | 45-50 min | 1 192 000      | 4,80%          |                |                |                |                |                | Access prime time |                |       |
|           | 3ª       | Rete 4          | 2016-2017        | estate-primavera | 20:30-21:20 | 45-50 min |                | 1 152 000      | 4,63%          |                |                |                |                | Access prime time |                |       |
| Le storie | 2017     | Rete 4          | primavera-estate |                  | 20:30-21:20 | 45-50 min |                | 1 152 000      | 4,63%          |                |                |                |                | Access prime time |                |       |
|           | 4ª       | Rete 4          | 2017-2018        | estate-primavera | 20:30-21:20 | 45-50 min | [ N 10 ]       | 971 000        | 3,88%          |                |                |                |                | Access prime time |                |       |

## Spin-off

### Dalla vostra parte anche di sabato
Dalla vostra parte anche di sabato era il titolo che il programma aveva assunto dal 25 febbraio 2017, il sabato. Per la puntata del sabato la conduzione (come accade dal 2 settembre 2017) era passata nelle mani di Marcello Vinonuovo, mantenendo la struttura del programma invariata.

### Dalla vostra parte anche di domenica
Dalla vostra parte anche di domenica era il titolo che il programma aveva assunto il 29 ottobre 2017. Anche in questa puntata della domenica la conduzione era passata nelle mani di Marcello Vinonuovo, mantenendo la struttura del programma invariata.

### Dalla vostra parte - Le storie
Dalla vostra parte - Le storie era il titolo che il programma aveva assunto dal 12 giugno al 28 luglio 2017 con la conduzione di Marcello Vinonuovo. Per l'occasione il programma aveva modificato leggermente la propria linea editoriale dando più spazio a questioni sociali di natura economica e alla cronaca trattando in misura minore gli argomenti principali (crisi politica e immigrazione) affrontati solitamente.

### Ancora Dalla vostra parte
Ancora Dalla vostra parte era il titolo che il programma aveva assunto quando si allungava alla prima serata.

### Dalla vostra parte verso il voto
Dalla vostra parte - Verso il voto era il titolo che il programma aveva assunto dal 15 gennaio al 3 marzo 2018 in occasione delle elezioni politiche del 4 marzo dello stesso anno. In queste puntate la struttura del programma varia con ospiti soltanto i politici in collegamento per fare campagna elettorale in vista del voto. In questo periodo viene cambiata anche la sigla del programma, che viene mantenuta quando il programma era tornato alla struttura normale.

### Dalla vostra parte dopo il voto
Dalla vostra parte - Dopo il voto era il titolo che il programma aveva assunto il 5 marzo 2018 in occasione delle elezioni politiche del 4 marzo dello stesso anno per commentarne il risultato. In questa puntata speciale, la struttura del programma era rimasta invariata rispetto alle precedenti puntate andate in onda prima del voto, ma di maggior durata, circa quattro ore.

### Un anno Dalla vostra parte
Un anno Dalla vostra parte era il titolo che il programma aveva assunto nel periodo natalizio 2015 dove venivano mostrati i migliori spezzoni delle puntate trasmesse durante l'anno che Paolo Del Debbio introduceva da casa sua.

### Dalla vostra parte anche d'estate
Dalla vostra parte anche d'estate era il titolo che il programma aveva assunto quando veniva trasmesso nell'estate del 2015 con la conduzione di Giuseppe Brindisi.

### Dalla vostra parte speciale
Dalla vostra parte speciale era il titolo che il programma aveva assunto quando veniva trasmesso anche in prima serata.

## Controversie
Il programma era stato spesso criticato per i suoi contenuti ritenuti razzisti e di parte, privilegiando il punto di vista di alcuni partiti politici (soprattutto la Lega Nord e Fratelli d'Italia) a discapito di altri. Alcune critiche sono anche rivolte alla scarsa varietà di argomenti trattati nel programma.
Nell'agosto 2015 un gruppo di militanti antirazzisti aveva impedito la realizzazione di un servizio a Tradate (VA), protestando contro un programma ritenuto xenofobo e razzista.
Si era scoperto che un giornalista del programma, in seguito per questo licenziato dai direttori, ha pagato due volte una persona per interpretare dei malviventi (come il ruolo di un truffatore rom) al fine di creare dei falsi servizi.
Il 12 gennaio 2017 il programma televisivo Striscia la notizia aveva realizzato un servizio in cui, durante un fuorionda, l'inviato Mario Marchi chiedeva chi volesse "scuoiare" (a parole) l'ex viceministro dell'economia Enrico Zanetti; durante il servizio ha finto di voler calmare il pubblico.
Il 25 aprile 2017, a causa di un servizio a Legnano (MI) erano scaturite polemiche in quanto detto servizio è sembrato, agli occhi del sindaco Alberto Centinaio, uno spot pubblicitario a favore del candidato leghista Gianbattista Fratus alle successive elezioni amministrative, violando la neutralità giornalistica e la par condicio.
Nella puntata del 29 agosto 2017 il giornalista Christian Raimo (editorialista de il manifesto, Internazionale, Left e Jacobin Italia) aveva criticato il programma in diretta, prima mostrando un cartello ironico con su scritto Non c'avete un altro servizio sui negri cattivi? e, successivamente, esplicitando il proprio dissenso verso un programma che a suo dire mette troppo in risalto i crimini effettuati da extracomunitari.

## Sigla
La sigla del programma, dalla sua nascita fino al 13 gennaio 2018, era stata E allora dai di Giorgio Gaber, canzone partecipante al Festival di Sanremo 1967. Dal 15 gennaio al 7 aprile 2018 era stata usata una musica creata per il programma (anche se per alcune puntate nel mese di marzo del 2018 era riutilizzata la sigla precedente).

## Parodie del programma
- Una parodia del programma, con il nome Dalla vostra parte - Anche nei festivi, veniva presentata in Quelli che il calcio su Rai 2, con Ubaldo Pantani che imitava Paolo Del Debbio.
- Un'altra parodia del programma era stata fatta da Maurizio Crozza che aveva interpretato Maligno Belpietro con il programma Dalle nostre parti all'interno del programma Fratelli di Crozza.